# Войска, Маргарита
Маргари́та Боя́нова Во́йска (3 апреля 1963, София) — болгарская шахматистка, гроссмейстер (1985).

## Шахматная карьера
Многократная чемпионка Болгарии (1982—1984, 1998, 2002—2004, 2006—2007, 2009—2010). В чемпионатах 1982 и 1984 гг. чемпионский титул был завоёван совместно с Р. Гочевой.
В составе национальной команды участница 18-и олимпиад (1980—2014); лучший результат в 1984 — 8½ очков из 12 на 1-й доске (завоевала серебряную медаль в индивидуальном зачёте). Межзональный турнир (Смедеревска-Паланка, 1987) — 11-12-е место. Лучшие результаты в международных турнирах: Афины (1983) — 5-е; Пловдив (1985) — 1-е; Плая-де-Аро (Испания; 1985) — 2-3-е; Асеновград и Бэиле-Еркулане (1985) — 1-2-е; Варшава (1986) — 2-3-е; Приморско (1987) — 1-е места.
Чемпионка Европы среди ветеранов (2013).

## Изменения рейтинга
| Графики недоступны из-за технических проблем. См. информацию на Фабрикаторе и на mediawiki.org. |